# Sinitta
Sinitta (nascida Sinitta Renay Malone; 19 de outubro de 1963) é uma cantora norte-americana que viveu no Reino Unido durante a maior parte de sua vida. É melhor conhecida como personalidade de televisão e pelas suas músicas de sucesso na década de 1980, incluindo "So Macho", "Toy Boy", "Cross My Broken Heart" e "Right Back Where We Started From". No total, Sinitta tem quatorze singles de sucesso internacional e três álbuns. Na televisão, apareceu em The X Factor, I'm a Celebrity... Get Me Out of Here! e The Jump.

## álbuns
- 1987: Sinitta!
- 1989: Wicked
- 1995: Naughty Naughty